# Публий Волумний Аминцин Галл
Публий Волумний Аминцин Галл (лат. Publius Volumnius Amintinus Gallus; V век до н. э.) — римский политический деятель из патрицианского рода Волумниев, консул 461 года до н. э. Согласно Капитолийским фастам, его отец и дед носили преномен Марк. Когномен Галл, по-видимому, был присвоен Публию пост-фактум одним из римских историков, так как в V веке до н. э. римляне ещё не контактировали с галлами.
Луций Волумний был выбран консулом вместе с Сервием Сульпицием Камерином Корнутом. Весь этот год был заполнен обсуждением законодательной инициативы народного трибуна Гая Терентилия Гарсы, предполагавшей кодификацию права. Сенаторы всеми средствами срывали принятие этого закона, а консулы, по одним данным, предпочитали держаться в стороне, по другим — активно участвовали в этом саботаже. В течение 461 года до н. э. закон так и не был принят.
В 458 году до н. э. Публий Волумний был одним из трёх послов, отправленных к эквам.